# Carl Simon Warburg
Carl Simon Warburg (født 13. januar 1835 i Göteborg, død 4. januar 1865 sammesteds) var en svensk forfatter. Han var fætter til Karl Warburg.
Efter at Warburg i Lund aflagt studentereksamen 1852, virkede han et par år, 1853-1854, som lærer i historie ved d:r Törnsténs i Norrköping indrettede læreanstalt men vendte tilbage til universitetet og tog filosofisk kandidateksamen i Lund 1858. Efter at han samme år indgået som ekstraordinær amanuensis ved Kungliga biblioteket i Stockholm, antrådte han 1859, dels for sin helbred, dels for fortsatte studier, en rejse til Tyskland, Frankrig, Schweiz og Italien, fra hvilken han kom tilbage til Sverige 1861.
Sine få tilbageværende leveår tilbragte han i sin fødeby Göteborg, hvor han beskæftigede sig med videnskabelige forskning særlig i religionsfilosofi, æstetik og historie. Året før sin død udgav han med bistand af Viktor Rydberg, O.P. Sturzen-Becker og nogle andre fremragende forfattere "Svensk månadsskrift för fri forskning och allmän bildning". Warburg gjorde selv heri den svenske almenhed bekendt med blandt andre Mills og Darwins skrifter samt skrev anmeldelser.